# Araneus cavaticus
Die Spinnenart Araneus cavaticus ist eine nordamerikanische Vertreterin der Gattung der Kreuzspinnen (Araneus). Gewöhnlich ist die bis zu 22 Millimeter lange Spinne gelb- bis dunkelbraun gefärbt. Im Englischen wird die Spinne Common barn spider genannt. Zu diesem Namen kam sie wegen ihres häufigen Vorkommens in Scheunen (englisch barns), Schuppen oder ähnlichen Holzbauten. Populär wurde die Spinne als „Charlotte“ im Kinderbuch Wilbur und Charlotte (1952) von Elwyn Brooks White (1899–1985).

## Merkmale
Die Männchen der Spinnenart Araneus cavaticus erreichen eine Körperlänge von etwa 6 bis 7 Millimetern, die Weibchen werden mit 13 bis 22 Millimetern deutlich größer. Der Carapax ist gelbbraun gefärbt, beim Männchen etwas heller als beim Weibchen. Der Hinterleib (Opisthosoma) ist dorsal blassgelb bis graubraun getönt und weist entlang der Mittellinie (Medianlinie) ein dunkelbraunes Zickzackmuster auf. Ventral ist es zwischen dem Geschlechtsorgan (Epigyne) und den Spinndrüsen schwarz. Aufgrund ihrer Färbung sind sie in der Vegetation gut getarnt und demnach schwierig zu entdecken. Bei beiden Geschlechtern sind auf dem Hinterleib ventral zwei kleine, weiße, deutlich erkennbare, Flecken zu finden. Die Beine weisen eine spärliche Behaarung mit kurzen weißen Härchen auf. Beim Weibchen sind die Beine blassgelb bis gelblichbraun mit dunkelbraunen Bändern.

## Verbreitung und Lebensraum
Araneus cavaticus ist über das östliche Drittel Nordamerikas von Kanada bis Texas verbreitet. Man trifft sie vor allem im Spätsommer und im Herbst an. Sie besiedeln häufig Scheunen, Schuppen und ähnliche Holzbauten in ländlichen und suburbanen Gegenden mit reichlich Baum- und Strauchbewuchs, aber auch Höhlen, Bergwerke und Felsüberhänge sowie Boote in der Nähe von Seen.

## Lebensweise und Ernährung
Gegenüber anderen Spinnen verhält sich Araneus cavaticus sehr aggressiv. Insbesondere zeigt sie ein ausgeprägtes Revierverhalten und greift andere Spinnen an. 
Der Netzbau geht fast immer von einem langen Brückenfaden aus, den sie beispielsweise zwischen zwei Baumästen oder Scheunenwinkeln gespannt hat. Dieser kann durchaus eine Länge von fünf Metern betragen und verläuft schräg von oben nach unten. Das fertige Radnetz besteht aus etwa 20 Fangfäden und weist meist einen Durchmesser von etwa 50 Zentimetern auf. Es ist regelmäßig mit symmetrischen Speichenfäden konstruiert, wobei der Fangfadenabstand deutlich von außen nach innen abnimmt: Während die äußeren Fangfäden einen Abstand von zehn bis zwölf Millimetern betragen, sind es innen weniger als zwei Millimeter. Da die Spinne nachtaktiv ist, sitzt sie tagsüber an einem der Enden des Brückenfadens. Gewöhnlich baut sie ihr Netz täglich neu, wobei sie Seide aus dem vorigen Netz wiederverwenden.
Araneus cavaticus ernährt sich von Insekten, die sie mit ihrem Netz erbeutet. Die Spinne wartet nachts in der Mitte des Netzes darauf, dass sich ein Beutetier im Netz verfängt. Bei Vibrationen im Gewebe schüttelt und schwingt sie die betreffenden Fäden, um zu erkennen, ob es sich wirklich um Beute handelt und nicht etwa um Schmutzpartikel oder Blätter. Auf diese Art kann sie auch Informationen über die Größe des Objekts erlangen. Falls es sich doch um ein Beutetier handelt, ergreift sie es rasch und spinnt das Opfer sofort mit Seide ein. Danach wird ihr durch einen Biss ein Toxin und ein Verdauungsenzym injiziert und kurz darauf ausgesaugt.

## Fortpflanzung
Die Geschlechtsreife erreicht Araneus cavaticus im zweiten Lebensjahr. Das Männchen baut dann kein eigenes Netz mehr, sondern lagert Spermatophoren auf dem letzten Netz. Damit begibt sich das Männchen auf die Suche nach einem Weibchen. Es prüft ihre Paarungsbereitschaft, indem es an ihrem Netz zupft. Wenn das Weibchen paarungsbereit ist, nähern sich beide Partner langsam. Dreht sich das Weibchen auf den Bauch, springt das Männchen auf und übergibt mit den Begattungsorganen (Embolus) an den Pedipalpen die Spermapakete in den Spermiensack. Die Kopulation dauert nur wenige Sekunden. Da das Männchen nach dem Begattungsakt Gefahr läuft, vom Weibchen gefressen zu werden, entfernt es sich rasch vom Netz.
Die Eier werden einige Wochen nach der Paarung in einen kleinen gesponnenen Kokon abgelegt, worin sie überwintern. Die Jungspinnen schlüpfen im Frühjahr. Sie ernähren sich ebenfalls räuberisch von Kleinstinsekten.

## Toxizität
Nur in enger, auswegloser Bedrohung kann es zu einem wehrhaften Biss von Araneus cavaticus kommen. Bei Säugetieren und Menschen kann es zu lokalen Reizungen und Rötungen der Haut kommen, die mit einem Bienenstich verglichen werden können. Der für den Menschen kaum giftige Biss sollte wie ein gewöhnlicher Insektenstich gereinigt und behandelt und bei Auftreten allergischer Symptome ein Arzt konsultiert werden.

## Gefährdung
Die Art kommt in ihrem Verbreitungsgebiet häufig vor und ist nicht gefährdet.

## Galerie

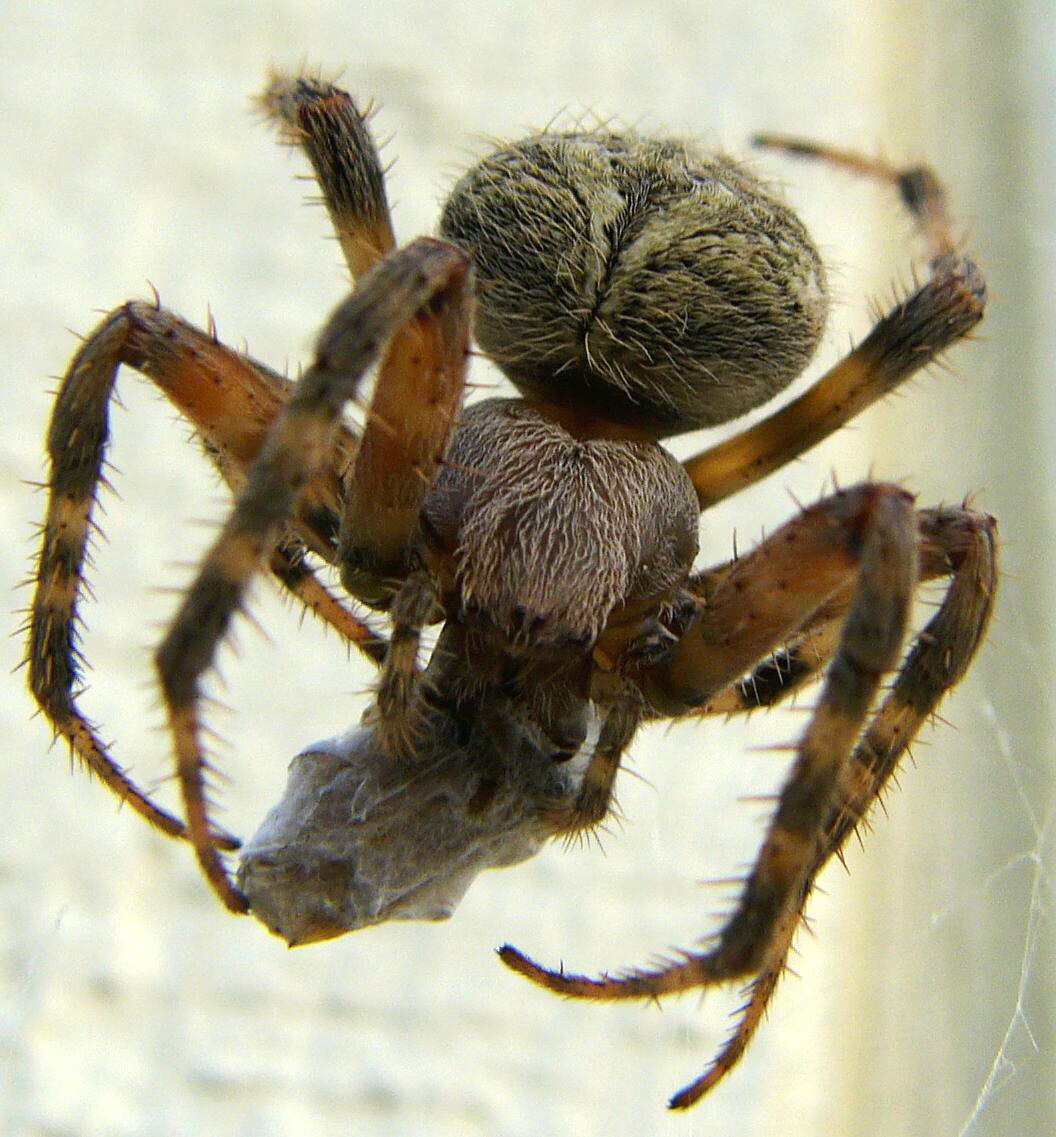
Weibchen beim Einspinnen ihrer Beute
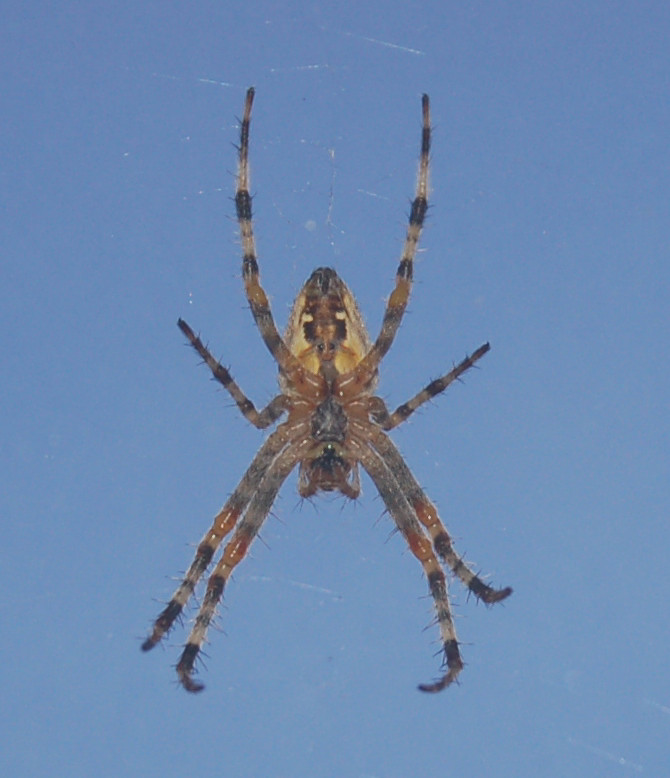
Männchen von unten
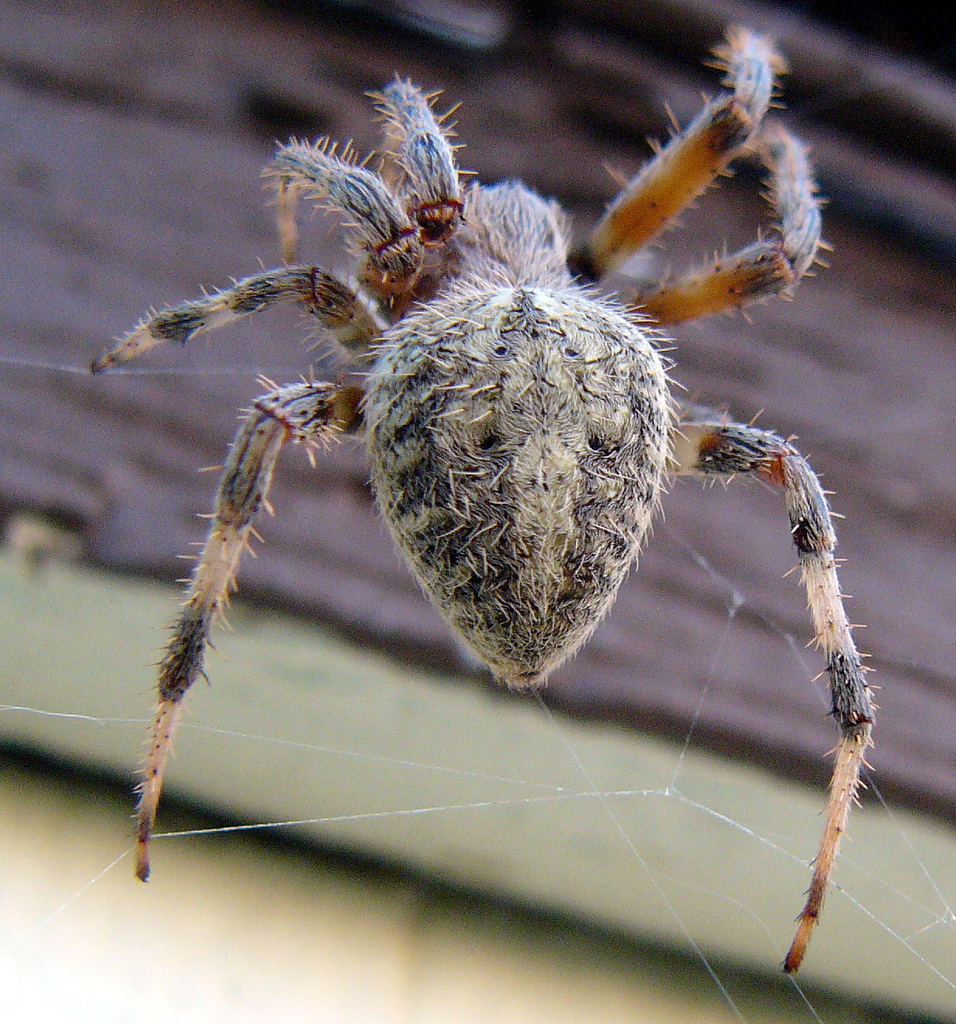
Weibchen in ihrem Netz

## Popkultur
Als „Charlotte“ wurde die Spinne in dem Kinderbuch Wilbur und Charlotte (orig. Charlotte’s Web; 1952) von Elwyn Brooks White (1899–1985) populär. Interessant daran ist die vollständige Namensgebung des Charakters als „Charlotte A. Cavatica“, die auf den wissenschaftlichen Namen der Spinne Araneus cavaticus anspielt. Eine von Charlottes Töchtern nannte sich „Aranea“, als sie nach der mittleren Initiale des Namens ihrer vor dem Schlupf verstorbenen Mutter fragte.
Auf diesem Kinderbuch basiert das Zeichentrickfilm-Musical Charlotte’s Web (deutscher Titel: Zuckermanns Farm – Wilbur im Glück) von Hanna-Barbera aus dem Jahr 1973. 30 Jahre später erschien die Fortsetzung Charlotte’s Web 2: Wilbur's Great Adventure (deutscher Titel: Schweinchen Wilburs großes Abenteuer), die direkt für den Video- bzw. DVD-Markt produziert wurde. Im Jahre 2006 kam der US-amerikanische Spielfilm Charlotte’s Web (deutscher Titel: Schweinchen Wilbur und seine Freunde) heraus.
Letztlich folgte 2006/07 die Veröffentlichung des Videospiels Charlotte’s Web (deutscher Titel: Schweinchen Wilbur und seine Freunde) für Microsoft Windows, Game Boy Advance, Nintendo DS und PlayStation 2, das eine Adaption des Spielfilms darstellt und für Spieler im Alter von 4 bis 7 Jahren entwickelt wurde.